# هريمة (قوقع)
الهُرَيمَة (الاسم العلمي:Pyramidella) هي جنس من الهريمات تتبع القبيلة الهريماوية من أسرة الهريماوات.

## أنواع قوقع الهريمة
- هريمة أفريقية
- هريمة بنامية
- هريمة بيضوية
- هريمة جرداء
- هريمة جميلة
- هريمة صغرى
- هريمة عمودية
- هريمة فأسية
- هريمة مزراقية
- هريمة مسنمة
- هريمة مغضنة
- هريمة مقوسة
- هريمة مكسيكية